# Gondopharès Ier

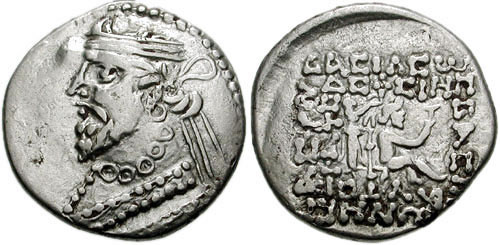
Pièce de monnaie de Gondopharès.

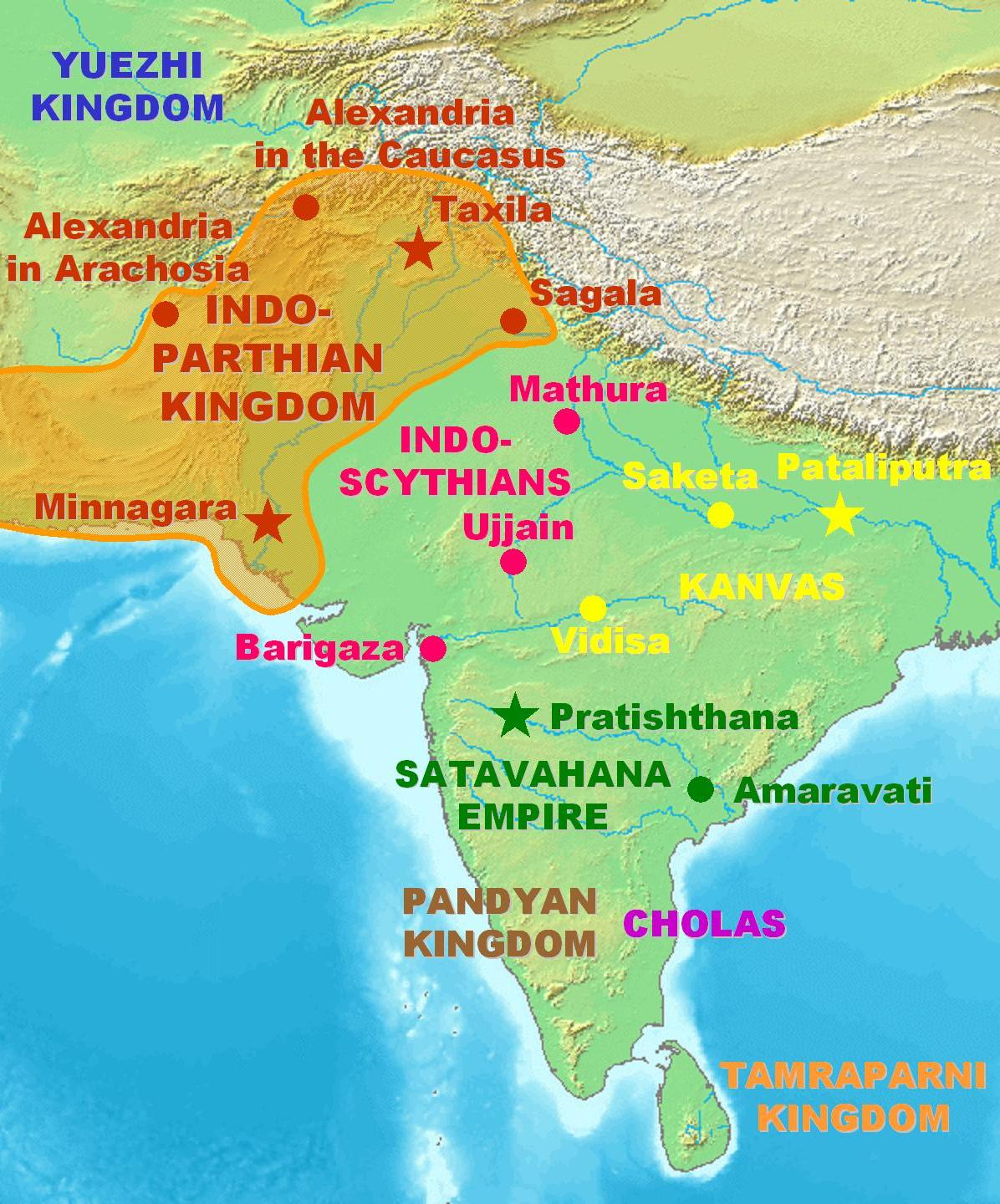
Carte du royaume indo-parthe (en orange).

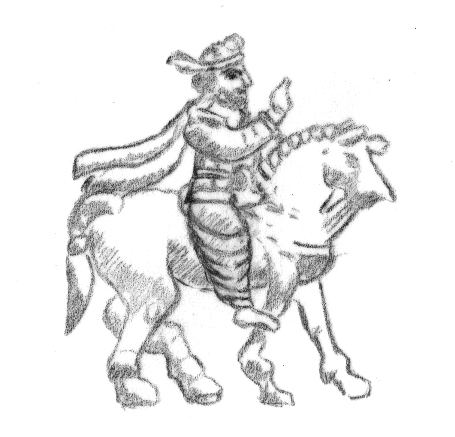
Gondopharès à cheval.

Gondopharès Ier (perse ancien: Vindafarnah « Peut-il trouver la gloire ») ou Gondophernès Ier est un roi indo-parthe (20-21 à 46-48),, des Saces (Sakas), les Scythes orientaux, dont le royaume était situé sur le territoire des satrapies de Drangiane, Arachosie (autour de l'actuelle Kandahar) et dans le Pendjab, c'est-à-dire un territoire comprenant l'est de l'espace perse, une partie de l'actuel Pakistan, le sud de l'Afghanistan et qui s'étendait peut-être jusqu'à l'est de l'Inde.
L'existence de ce roi de Taxila (Takshashilâ (तक्षशिला, Takṣaśilā) en sanscrit) dans le Cachemire, était très fortement mise en doute jusqu'en 1834, date à laquelle on a découvert des pièces frappées à son nom à Calcutta. Depuis, d'autres éléments sont venus compléter nos connaissances, comme l'inscription de Takht-i-Bahi en kharoṣṭhi qui a permis une datation précise. Auparavant, ce roi était mentionné uniquement dans un texte chrétien appelé « Les Actes de Thomas », écrits au début du IIIe siècle en Syriaque (un dialecte de l'Araméen), du côté d'Edesse et déclaré apocryphe au VIe siècle.
Selon cet écrit apocryphe, l’apôtre Thomas, nommé « Judas Thomas » (Judas le Jumeau), serait venu à la cour de Gondopharès (Goudnaphar) (Actes de Thomas 17,1) et aurait entrepris l’évangélisation de son royaume (Ib - 26,2) avant d’aller dans le sud de l’Inde et de mourir près de Madras. Certains chercheurs reconnaissent Gaspar dans le nom de Gondopharès,  au travers de sa forme arménienne, Gathaspar. Gaspar est le nom traditionnel d'un des mages qui vient de l'Orient pour rendre hommage à Jésus et à sa famille au moment de sa naissance. Pour certains critiques, Gondopharès serait le roi mage appelé Gaspard par la tradition chrétienne,.

## Famille
Il avait un frère, Gad, établi à Taxila et un neveu et successeur, Abdagases Ier (50-65.)

## Datation et identification
La chronologie des Gondopharès dépend de l'inscription de la stèle de Takht-i-Bahi Kharoṣṭhi (50 km. au nord-est de Peshawar), érigée sous erjhuna Kapa (le prince [?] Kapa), probablement le chef Kushan appelé Kujula Kadphisès, un nom diversement orthographié sur les inscriptions. Son suzerain était Gondopharès (gén. maharayasa Guduvharasa) durant la 26e année de son règne et la 103e d'une ère, probablement l'ère de l'empereur indo-scythe Azès Ier. Celle-ci est maintenant connue comme étant identique à l'actuelle ère « Vikrama » du Calendrier hindou, dans laquelle l'année 1 correspond à 57 avant notre ère. Ainsi, la date de l'inscription est de 46 ap. J.-C., et l'année d'accession à la royauté de Gondopharès (pour cette région) est 20 ap. J.-C., un résultat parfaitement compatible avec les informations contenues dans les Actes de Thomas.